# Fleischvioletter Herings-Täubling
Der Fleischviolette Herings-Täubling (Russula graveolens) ist ein Pilz aus der Familie der Täublingsverwandten (Russulaceae). Sein Hut kann die unterschiedlichsten Farben aufweisen. Er kann von purpurbraun, über weinrot bis olivgrünlich oder gelblich gefärbt sein. Der Täubling hat ein ockergelbes Sporenpulver und kommt in Laubwäldern auf sauren Böden vor.

## Merkmale

### Makroskopische Merkmale
Der Hut ist purpurbraun, mahagonibraun oder weinbräunlich gefärbt. In der Mitte weist er purpurschwärzliche Verfärbungen auf, kann aber auch heller olivockergelblich oder gelbgrünlich getönt sein. Er erreicht einen Durchmesser von 4 bis 8, mitunter bis zu 10 Zentimetern. Die Huthaut ist matt und nicht bereift, dafür allerdings etwas körnig bis wellig-rau. Die Lamellen sind blass cremefarben bis hellocker gefärbt; die Schneiden verfärben sich braun, während das Sporenpulver satt cremefarben bis hellgelb gefärbt ist.
Der Stiel ist weiß, färbt sich im Alter jedoch leicht honiggelblich, selten auch mit rötlichem Ton. Er erreicht eine Länge zwischen 3 und 6, manchmal auch 8 Zentimetern sowie eine Dicke von 1 bis 2,5 Zentimetern. Das Fleisch ist fest- bis hartfleischig. Es reagiert mit Eisensulfat blaugrün, mit Guajak dunkelgrün und mit Phenol weinbraun.

### Mikroskopische Merkmale
Die Sporen messen 7,5–10 × 6–8 Mikrometer. Ihre Oberfläche ist mit isolierten Warzen bedeckt, die feine Verbindungen aufweisen und von denen einige ineinander übergehen. Sie werden maximal 0,8 Mikrometer hoch. Die Zystiden am Hut sind zylindrisch-keulig geformt und werden 4,5 bis 8 Mikrometer breit. An der Huthaut befinden sich Hyphenenden, die meist schlank zylindrisch geformt sind und eine Breite von 3 bis 5 Mikrometern erreichen.

## Artabgrenzung
Der Fleischviolette ähnelt dem Olivbraunen Herings-Täubling (R. cicatricata). Dessen Hyphenenden der Huthaut weisen eine Verdickung auf. Weiterhin besitzt er nie weinrötliche Hutfarben. Der Buchen-Herings-Täubling (R. faginea) hat ein kräftiger gefärbtes Sporenpulver und meist größere Hutdurchmesser.

## Ökologie
Der Fleischviolette Herings-Täubling ist in Eichen-Hainbuchen-, Hainsimsen-Buchen- und auch in Waldmeister-Buchenwäldern zu finden. Auch in Parks und Gärten ist er anzutreffen. Dort wächst der Pilz auf mäßig frischen bis feuchten, sandigen bis anlehmigen Braunerden, die meist nur schwach sauer sind. Diese haben sich über Bunt- und Keupersandstein sowie Granit und anderen Silicaten ausgebildet. Auf Kalk kommt der Pilz sehr selten vor und ist nur anzutreffen, wenn der Oberboden stark versauert ist.
Der Fleischviolette Herings-Täubling ist ein Mykorrhiza-Pilz, der mit Laubbäumen, vor allem Eichen eine Symbiose eingeht.

## Verbreitung

Europäische Länder mit Fundnachweisen des Fleischvioletten Herings-Täublings.
Legende:
Länder mit Fundmeldungen
Länder ohne Nachweise
keine Daten
außereuropäische Länder

Der Fleischviolette Herings-Täubling ist in Europa und Nordafrika (Marokko) verbreitet. In Europa findet er subatlantisch-mitteleuropäische Verbreitung und ist von Spanien, Frankreich und den Niederlanden im Westen über die D-A-CH-Staaten bis nordwärts nach Dänemark und das südliche Fennoskandinavien anzutreffen, wo er jedoch sehr selten ist. Auch in Nordamerika (USA) wurde er nachgewiesen.
In Deutschland ist der Pilz sehr zerstreut von den Küsten bis ins Alpenvorland zu finden. Allerdings herrscht aufgrund der Verwechslungsgefahr mit anderen Herings-Täublingen (Untersektion Xerampelinae) keine endgültige Gewissheit über die Nachweise.

## Systematik
Eine Reihe von Formen und Varietäten des Fleischvioletten Herings-Täublings werden heute als eigenständige Arten angesehen.
- Russula graveolens f. elaeodes  (Bres.) P.-J. Keizer & Arnolds wurde zur Art Russula pseudo-olivascens (Grüner Herings-Täubling) heraufgestuft.[10]
- Russula graveolens var. subrubens J.E. Lange wurde von Bon zu Russula subrubens – dem Weiden-Herings-Täubling – heraufgestuft.[11]
- Russula graveolens f. rubra Britzelm. (1891) ist eine Nadelwaldform, die von R. Singer der Russula xerampelina zugeordnet wurde.[12]

### Infragenerische Systematik
Der Fleischviolette Herings-Täubling ist Typart der Untersektion Xerampelinae, die ihrerseits in der Sektion Viridantes steht. Die Untersektion enthält mittelgroße bis robuste Täublinge, die mit verschiedenen Laubbäumen eine Symbiose eingehen. Ihr leicht gilbendes oder bräunendes Fleisch hat einen milden Geschmack und riecht nach Hering oder Krabben. Mit Eisensulfat verfärbt es sich grün.

### Varietäten und Formen
- Russula graveolens var. megacantha  (1995)

Hier handelt es sich um eine Varietät, deren Sporen bis 1,5 µm lange, mehr oder weniger isoliert stehende und zahlreiche Stacheln haben. Die Hutfarben sind wie beim Typ, aber der Rand ist öfter moderat weinrötlich bis karminrot gefärbt. Der Hut ist 6–8 cm breit und matt bis fast samtig. Selten ist er am Rand rissig aufgesprungen. Die dicht stehenden Lamellen sind cremeocker bis rostfarben. Der weiße, später gelblich-braune Stiel misst 7 × 1–2 cm. Das Fleisch behält länger seinen fruchtigen Geruch und hat einen leicht sauren Geschmack. Die Guajakreaktion ist stark positiv. Die Hyphen-Endzellen der Huthaut sind stumpf oder knotig und 3–5 µm breit. Die Pileozystiden sind zylindrisch bis keulig, 4–6 (8) µm breit, manchmal gegabelt und 0-1-fach septiert. Die Sulfobenzaldehydreaktion ist schwach ausgeprägt oder nicht vorhanden. Der Täubling findet sich in Laubwäldern auf Silikatböden, unter Birken auf Sand oder in Eichenwäldern. Die Varietät wurde ursprünglich von Romagnesi unter dem Namen Russula megacantha als eigenständige Art beschrieben.
- Russula graveolens f. purpurata  (Crawshay) Keizer & Arnolds (1995)

Die Form wurde ursprünglich von Crawshay als Russula purpurata beschrieben. Der Hut ist (5) 6–8 cm lang und schnell niedergedrückt. Er ist purpurrot gefärbt und in der Mitte fast purpurschwarz. Die Huthaut ist zuerst ziemlich glänzend und dann runzelig. Die stumpfen Lamellen sind zuerst cremefarben und im Alter ockerlich gefärbt. Der Stiel ist 4–7 cm lang und 1–1,5 cm breit. Er ist bereift oder runzelig, in der Jugend weiß und im Alter schmutzig braungraulich. Das Fleisch entspricht dem Typus. Das Sporenpulver ist dunkel cremefarben bis ocker (IId-IIIb nach Romagnesi). Die Zystiden sind septiert, stumpf oder spitzbögig und bis zu 100 µm lang und 13 µm breit. Die etwa 3 (2) µm breiten Hyphen-Endzellen der Huthaut sind mehr oder weniger verschmälert und ausgefranst. Einige große Hyphen-Endzellen sind bauchig oder ampullenförmig erweitert und bis zu 10 µm breit, manchmal sind sie verzweigt oder leicht ausgesackt. Die Form kommt unter Eichen und Hainbuchen vor und kann häufig an grasigen Alleen gefunden werden.
- Russula graveolens f. cicatricata  Keizer & Arnolds  (1995)[16]

## Bedeutung
Der Fleischviolette Herings-Täubling ist essbar, gibt aber als nicht sehr schmackhaft.